# Schlitzblatt-Karde
Die Schlitzblatt-Karde (Dipsacus laciniatus), auch Schlitzblättrige Karde oder Gelappte Karde genannt, ist eine Pflanzenart aus der Gattung der Karden (Dipsacus) in der Unterfamilie der Kardengewächse (Dipsacoideae). Sie gilt in Österreich als heimisch, in Deutschland hingegen als eingebürgerter Neophyt. Die Schlitzblatt-Karde ähnelt der Wilden Karde (Dipsacus fullonum).

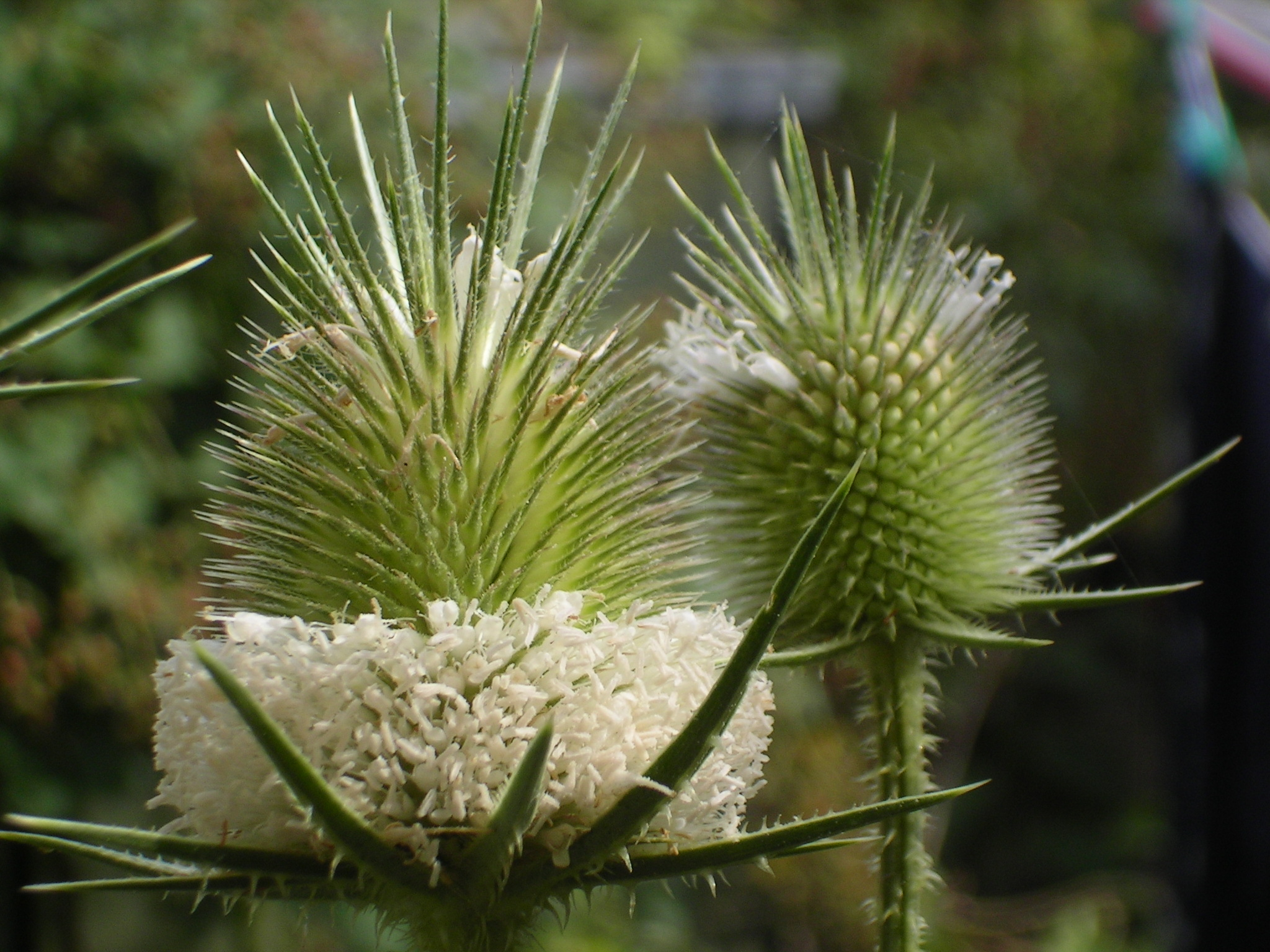
Blütenköpfe der Schlitzblatt-Karde (Dipsacus laciniatus)

## Merkmale
Die Schlitzblatt-Karde ist eine zweijährige oder mehrjährige hapaxanthe Pflanze, die Wuchshöhen von 50 bis 120, nicht selten aber auch über 300 cm erreicht. Die Stängel sind dickstachelig. Die Stängelblätter sind am Grund paarweise schüsselförmig verwachsen (Wassersammelbecken, sogenannte Phytotelmen), fiederspaltig und am Rand borstig bewimpert. Die Hüllblätter sind verlängert und stehen weit ab (im Gegensatz zur Wilden Karde, Dipsacus fullonum, bei der sie bogig aufsteigen). Die walzenförmigen Blütenköpfe sind kegelförmig. Die Blüten sind im Unterschied zu denen der Wilden Karde weiß.
Blütezeit ist von Juli bis August.
Die Chromosomenzahl beträgt 2n = 18.

## Vorkommen
Die Schlitzblatt-Karde kommt im warmen bis warmgemäßigten Europa und West-Asien an frischen bis feuchten Ruderalstellen und Waldrändern vor. Sie kommt auf feuchten bis frischen, nährstoff- und basenreichen Lehm- und Tonböden vor. Sie gedeiht in Mitteleuropa in Gesellschaften der Klasse Artemisietea. Ursprüngliche Vorkommen hat sie in den Ländern Frankreich, Deutschland, Österreich, Tschechien, Polen, Ungarn, in der Schweiz, Italien, Jugoslawien, Albanien, Griechenland, Bulgarien, Rumänien, Moldawien, in der Ukraine, Türkei, Syrien, Libanon, Irak, Iran, im Kaukasusraum und in Zentralasien, aber auch in Spanien, Israel und Dänemark. In Nordamerika ist sie ein Neophyt.
Die ökologischen Zeigerwerte nach Landolt et al. 2010 sind in der Schweiz: Feuchtezahl F = 3+w (feucht aber mäßig wechselnd), Lichtzahl L = 4 (hell), Reaktionszahl R = 4 (neutral bis basisch), Temperaturzahl T = 4+ (warm-kollin), Nährstoffzahl N = 4 (nährstoffreich), Kontinentalitätszahl K = 4 (subkontinental).
In Österreich tritt die Art selten in den Bundesländern Burgenland, Niederösterreich, Nordtirol und Wien sowie unbeständig in Kärnten, Oberösterreich und der Steiermark in der collinen Höhenstufe auf und gilt als gefährdet. Sie tritt hier an Waldrändern, in Auen, auf Ruderalstellen und auf Friedhöfen auf.

## Nutzung
Die Schlitzblatt-Karde wird selten als Zierpflanze in Naturgärten genutzt. Die Fruchtstände finden für Kränze und Trockensträuße Verwendung.

## Galerie

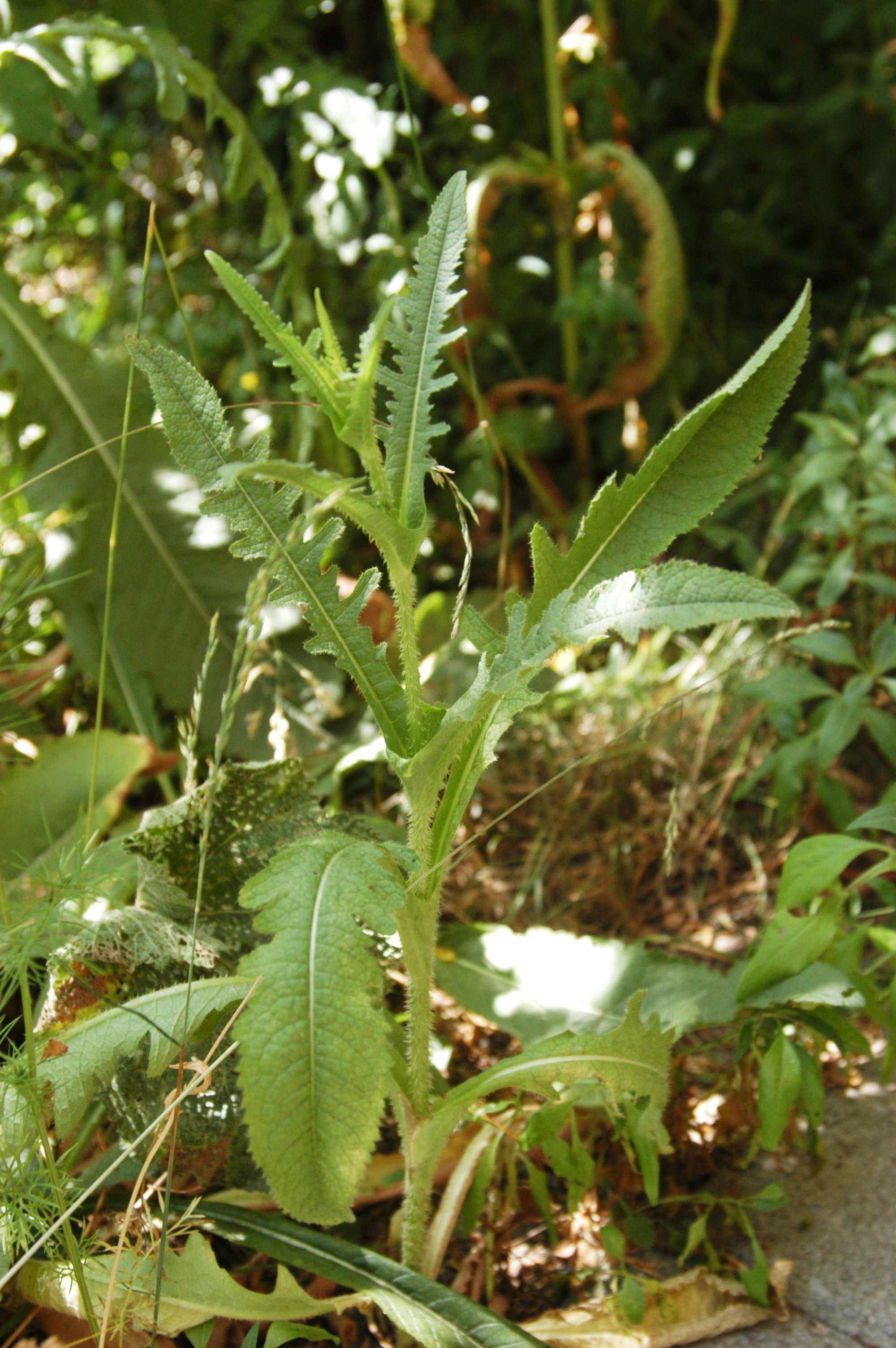
Junge Schlitzblatt-Karde
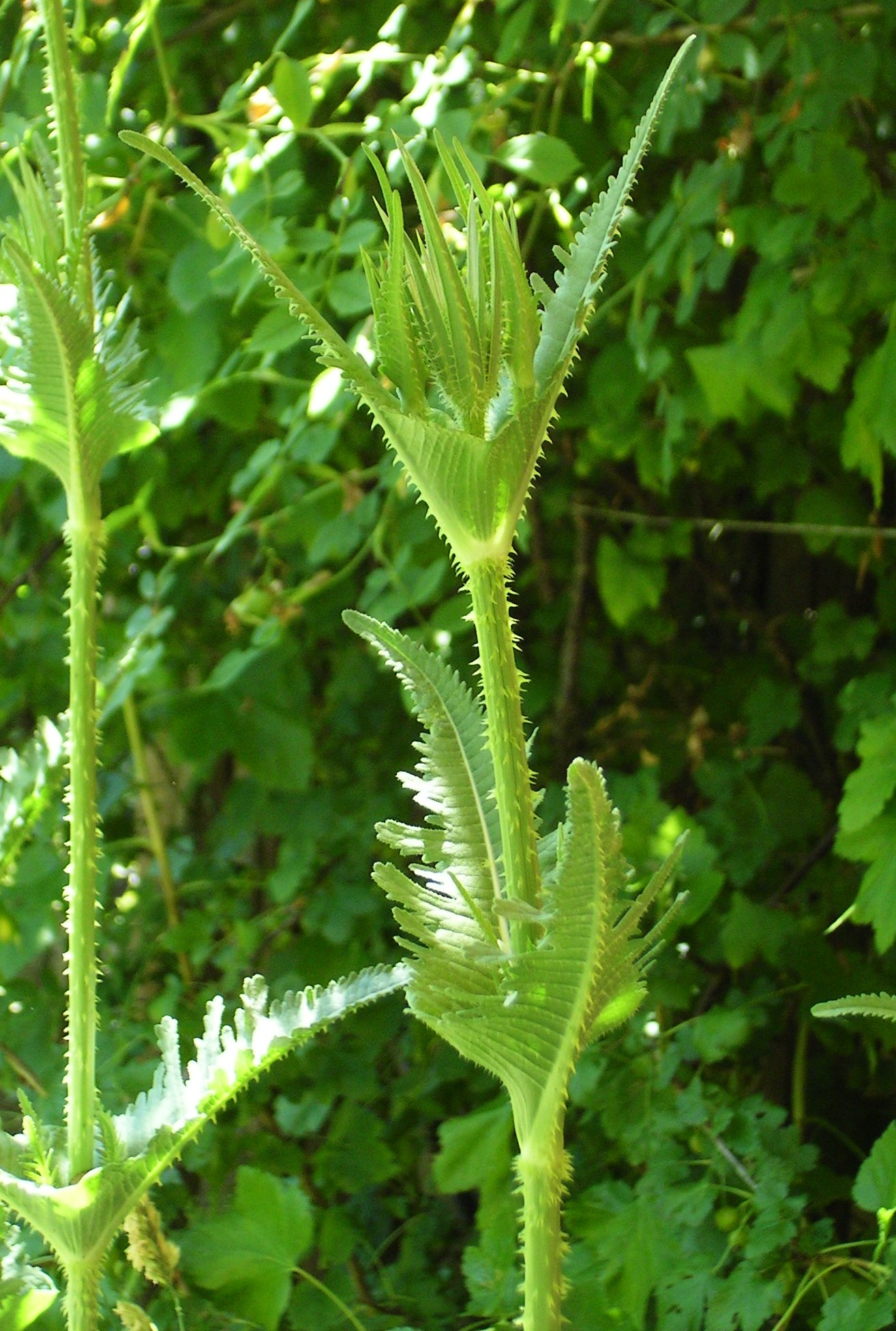
Blätter der Schlitzblatt-Karde
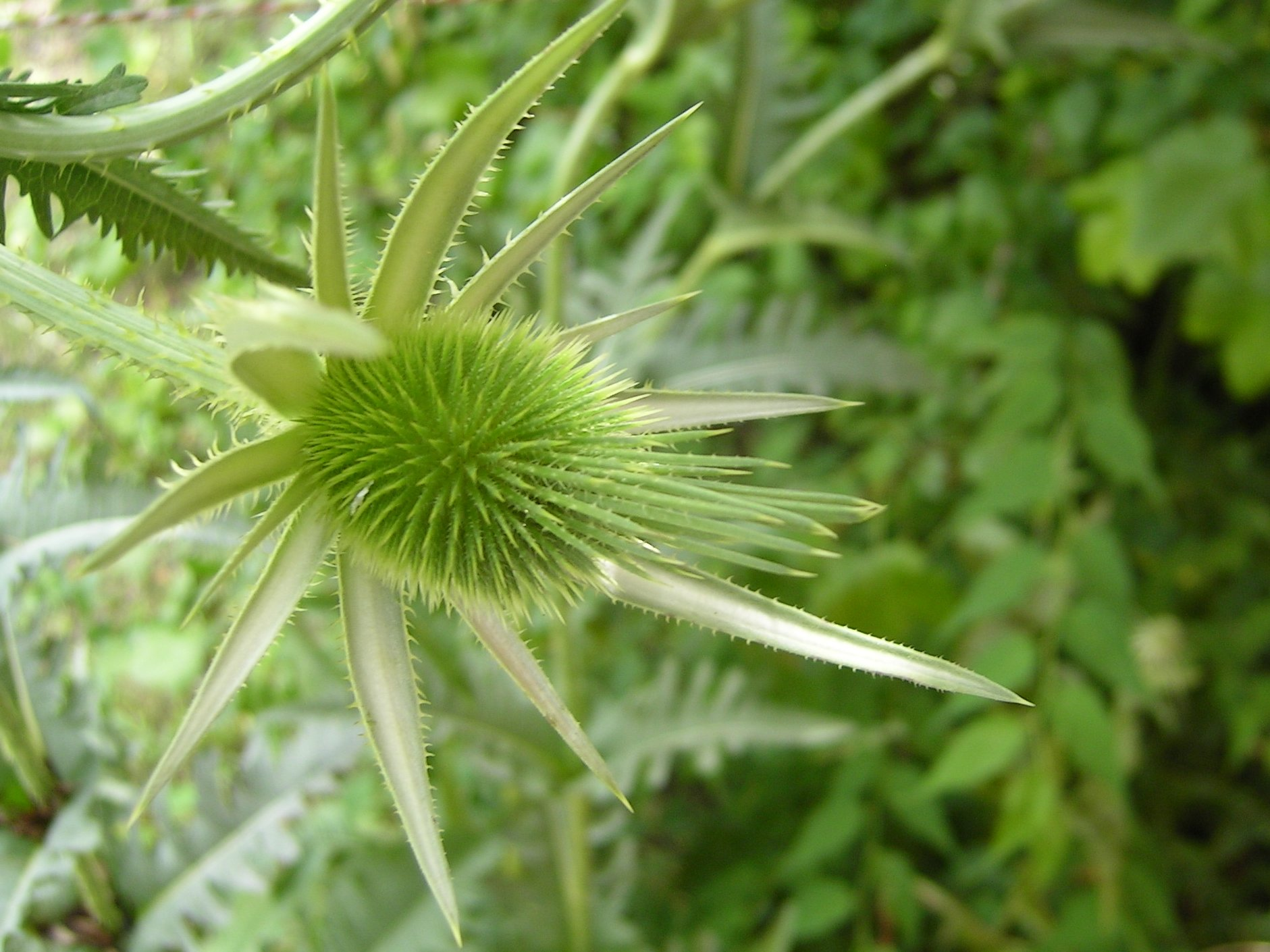
Typisch: Lange „Stacheln“ am Blütenkopf
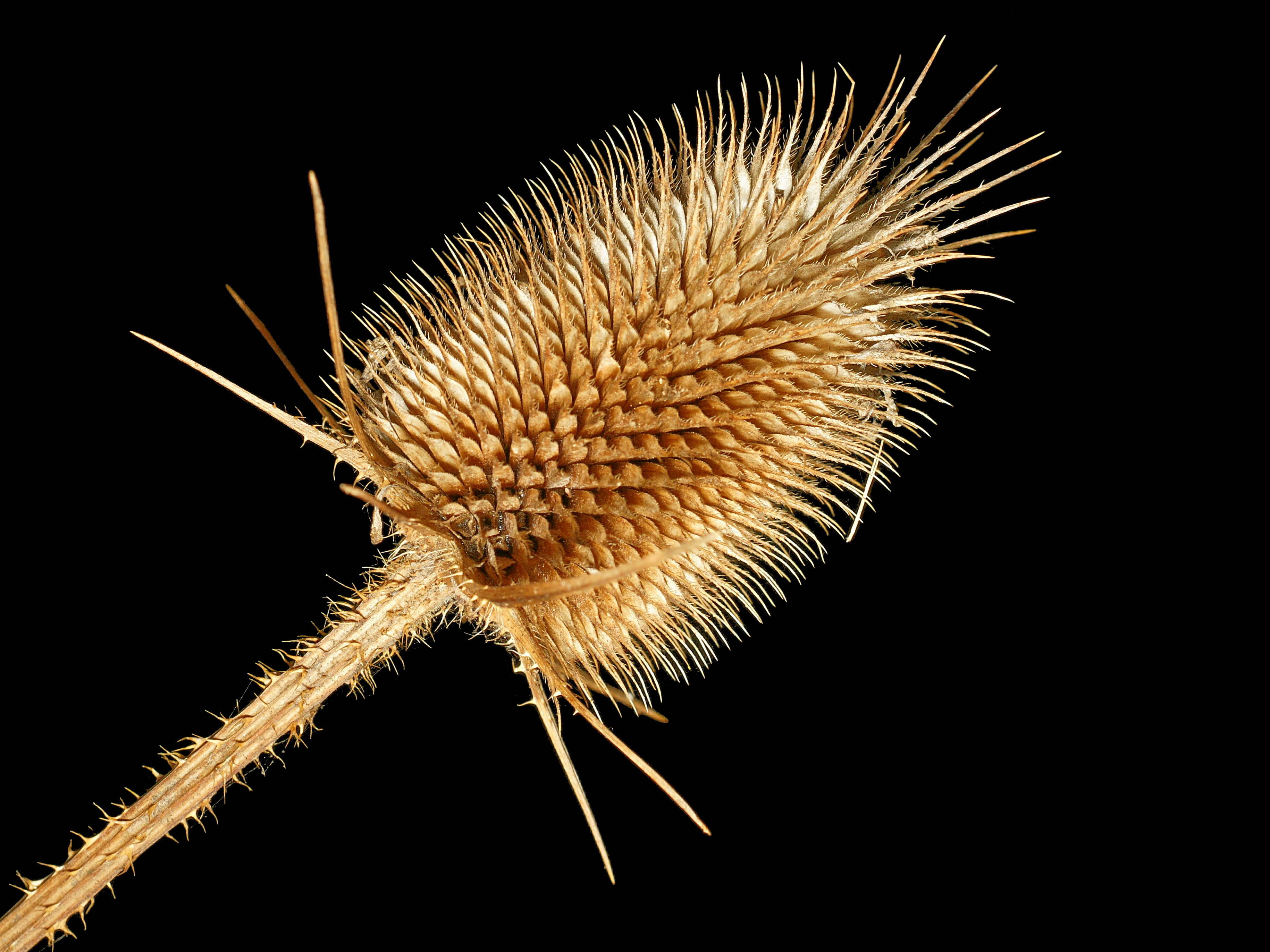
Blütenkopf im Winter
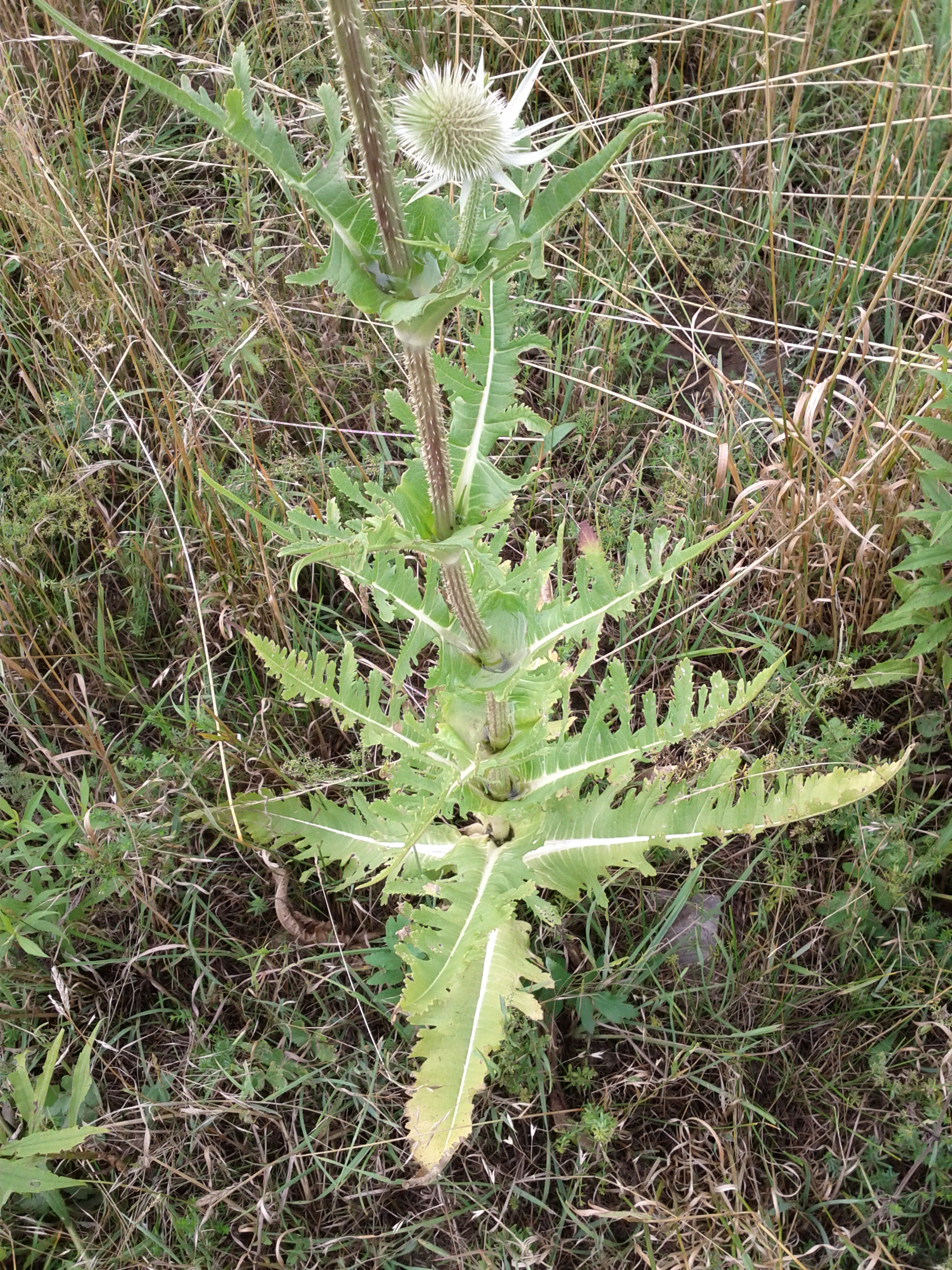
Stängelblätter mit "Wasserbehältern"
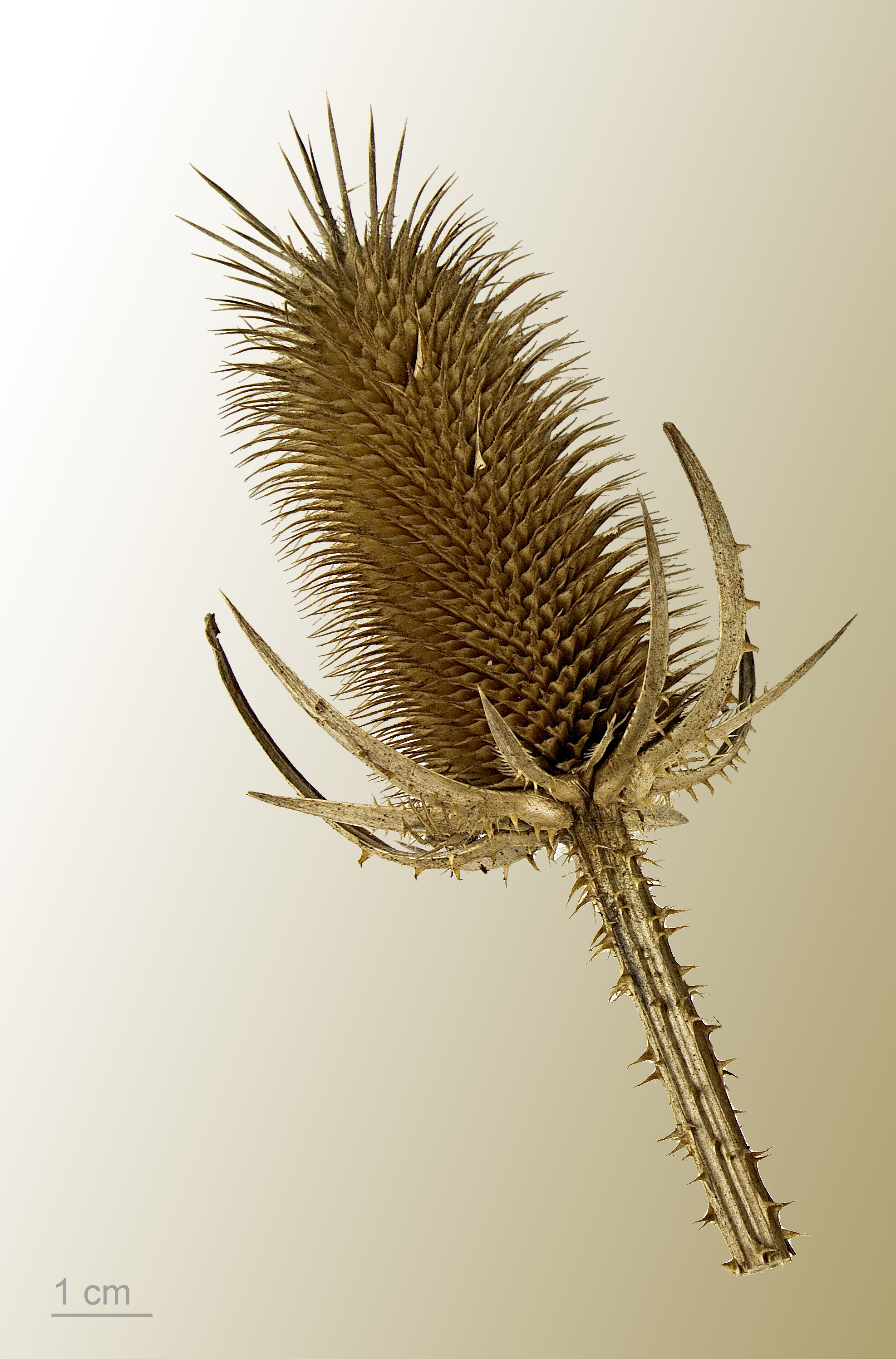
Dipsacus laciniatus, Fruchtstand
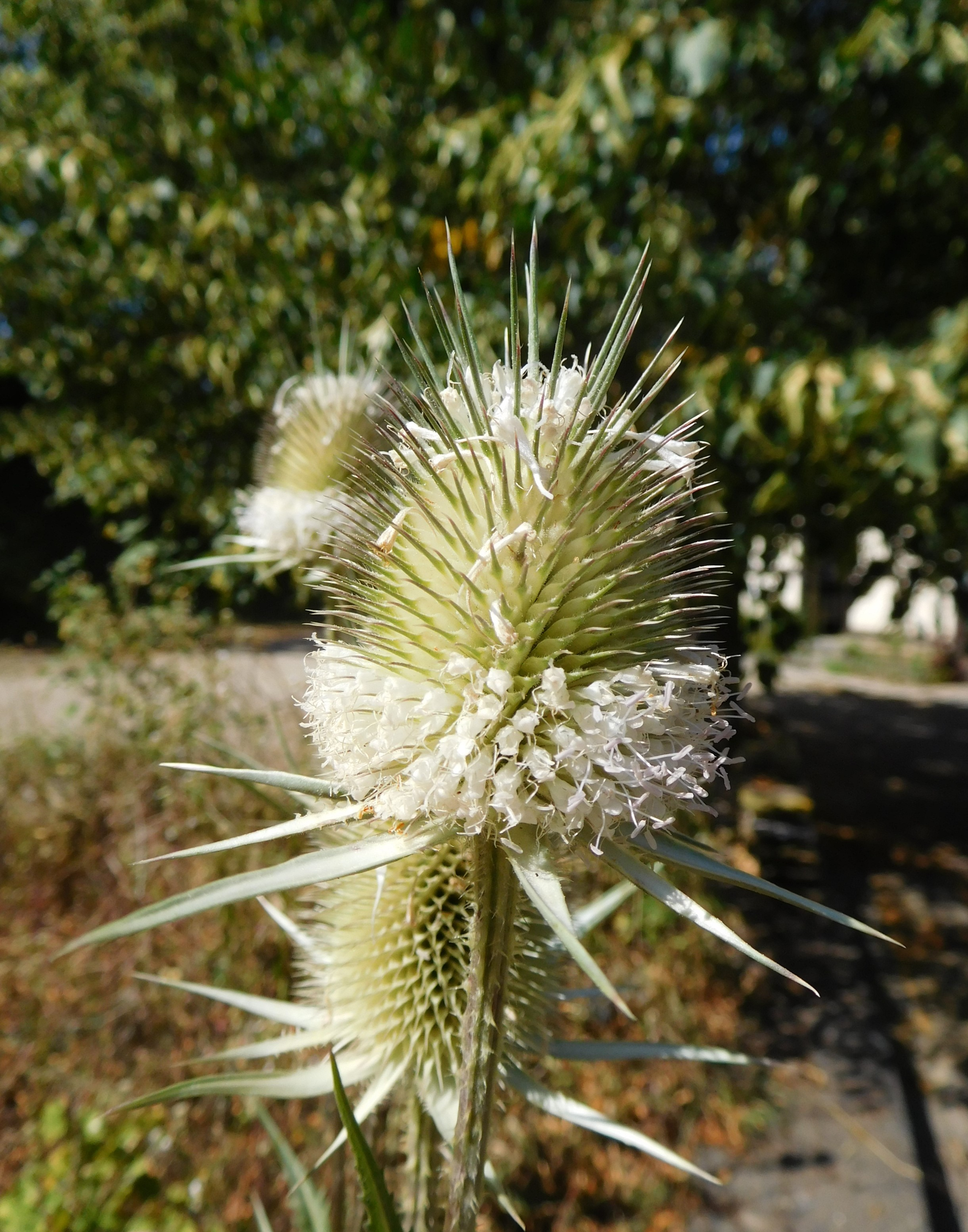
Blüte
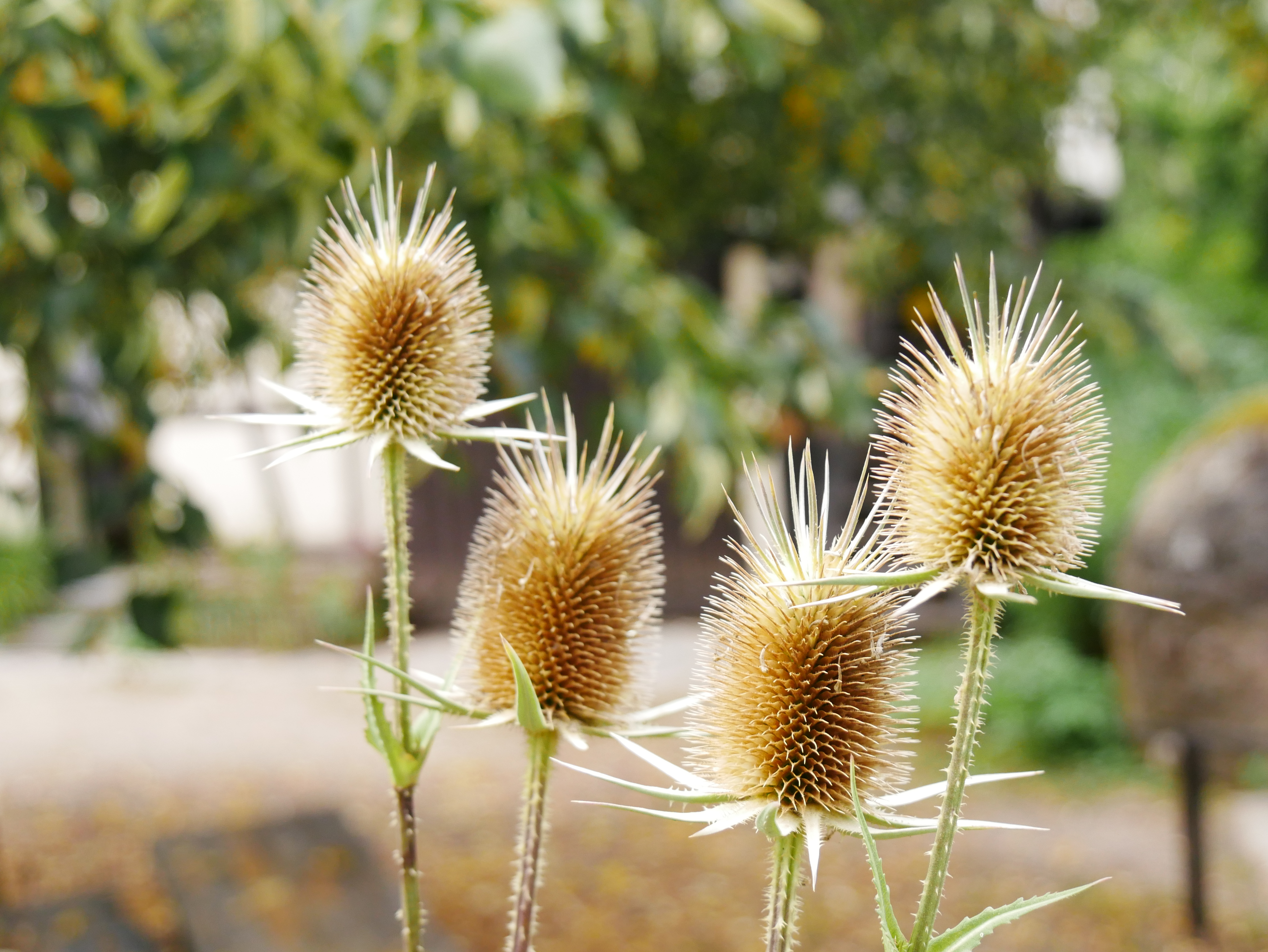
Fruchtstände im August

## Belege